# Ernst-Günther von Luckner
Ernst-Günther Graf von Luckner (* 16. Oktober 1919 in Hamburg; † 22. März 1993 in Uetersen) war ein deutscher Klosterprobst zu Uetersen.

## Leben

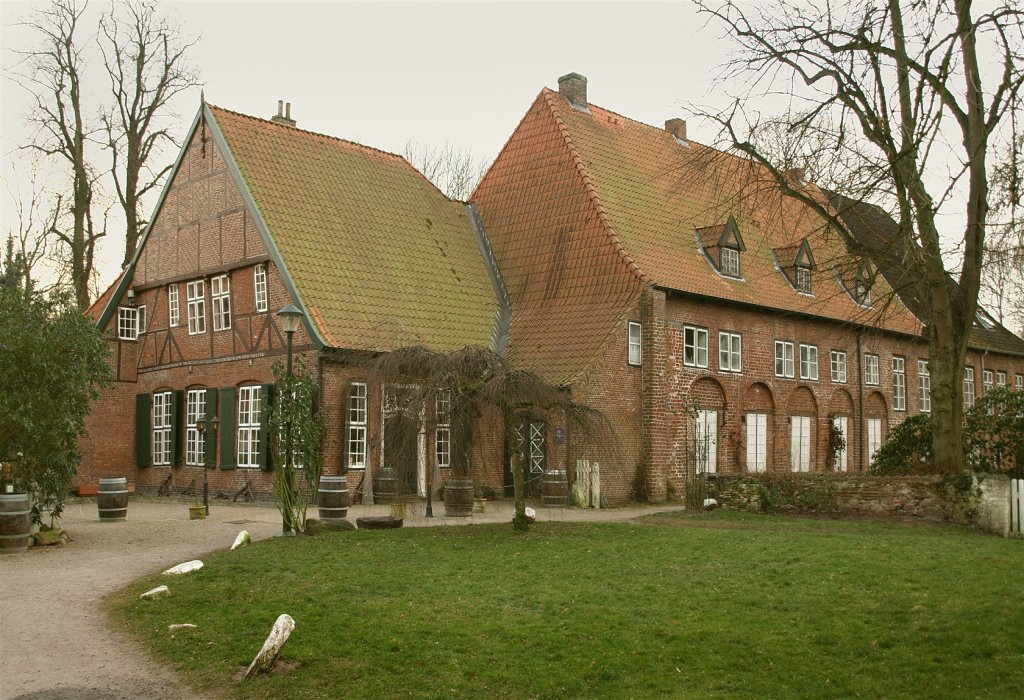
Das noch heute erhaltene älteste Haus in Uetersen, Baujahr 1644

Er war Mitglied des aus Cham in der Oberpfalz stammende Adelsgeschlechts Luckner und wurde 1975 als Nachfolger von Christian von Platen-Hallermund zum Klosterprobst des Klosters Uetersen gewählt. Er war das vierte Kind des Edgar Hugo Nikolaus Graf von Luckner (* 1. August 1878 in Bad Wilsnack; † 11. Oktober 1945 in Schulenburg) und dessen Ehefrau Margarete Elisabeth Adolfine Adele Bertha geb. Maltzahn Freiin zu Wartenberg und Penzlin (* 21. Mai 1880 in Puchow; † 27. Juni 1961).
Nach rund 13-jähriger Leitung des Klosters stand von Luckner vor dem Problem, Geld für den Erhalt des denkmalgeschützten Priörinnenwohn- und Amtshauses, das einzustürzen drohte, zu beschaffen. Zum Glück gab der Pächter des 40 ha umfassenden Klosterhofes die Bewirtschaftung auf. Um die Lasten für die Sanierung des von der Priörin Margaretha von Ahlefeldt im Jahre 1644 erbauten ältesten Hauses von Uetersen schultern zu können, trennte sich das Kloster von diesem Besitz. Dies gelang jedoch nur mit der Zustimmung der Priörin Asta von Bethmann-Hollweg und des Konvents, obwohl seit 1968 keine dieser Damen ihren Wohnsitz mehr im Kloster hatte.
Ernst-Günther Graf von Luckner starb am 22. März 1993 und fand seine letzte Ruhe auf dem „Jungfernfriedhof“ des Klosters. Sein Nachfolger wurde sein Sohn Hubertus Graf von Luckner.